# Christian Leuprecht
Christian Leuprecht (Bolzano, 28 maggio 1971) è un mezzofondista italiano.
Atleta mezzofondista e fondista, nel 1989 è stato campione europeo junior dei 10.000 metri in pista.
Allenato da Hans Pircher, vanta 4 presenze azzurre tra campionati europei e mondiali.

## Palmarès

### 10.000 m piani
- 1989: 1º Campionati europei juniores a Varaždin[2]
- 1990: 5º Campionati del mondo juniores a Plovdiv[3]

### Mezza maratona
- 1996: 1º Pieve di Cento
- 2002: 1ª Maratona dell'Alto Adige

### Corsa campestre
- 1989: 9º individuale e 3º a squadre ai Campionato mondiale juniores a Stavanger[4]
- 1990: 28º individuale e 3º a squadre ai Campionato mondiale juniores ad Aix-les-Bains[4]

## Riconoscimenti
- Atleta altoatesino dell'anno 1990[5]